# Skånes arkitekturpris

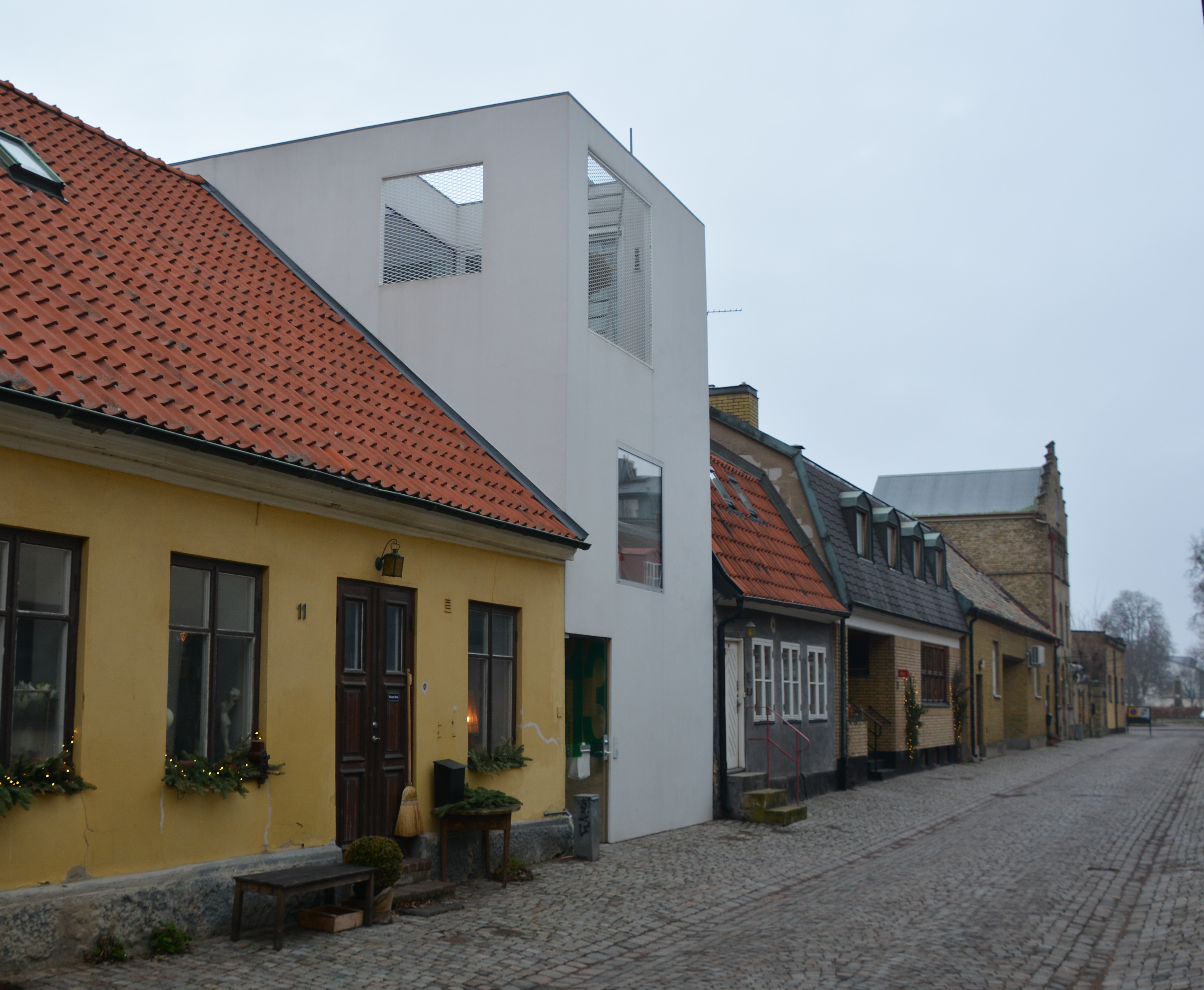
Townhouse i Landskrona av Elding Oscarson Arkitekter, 2010.

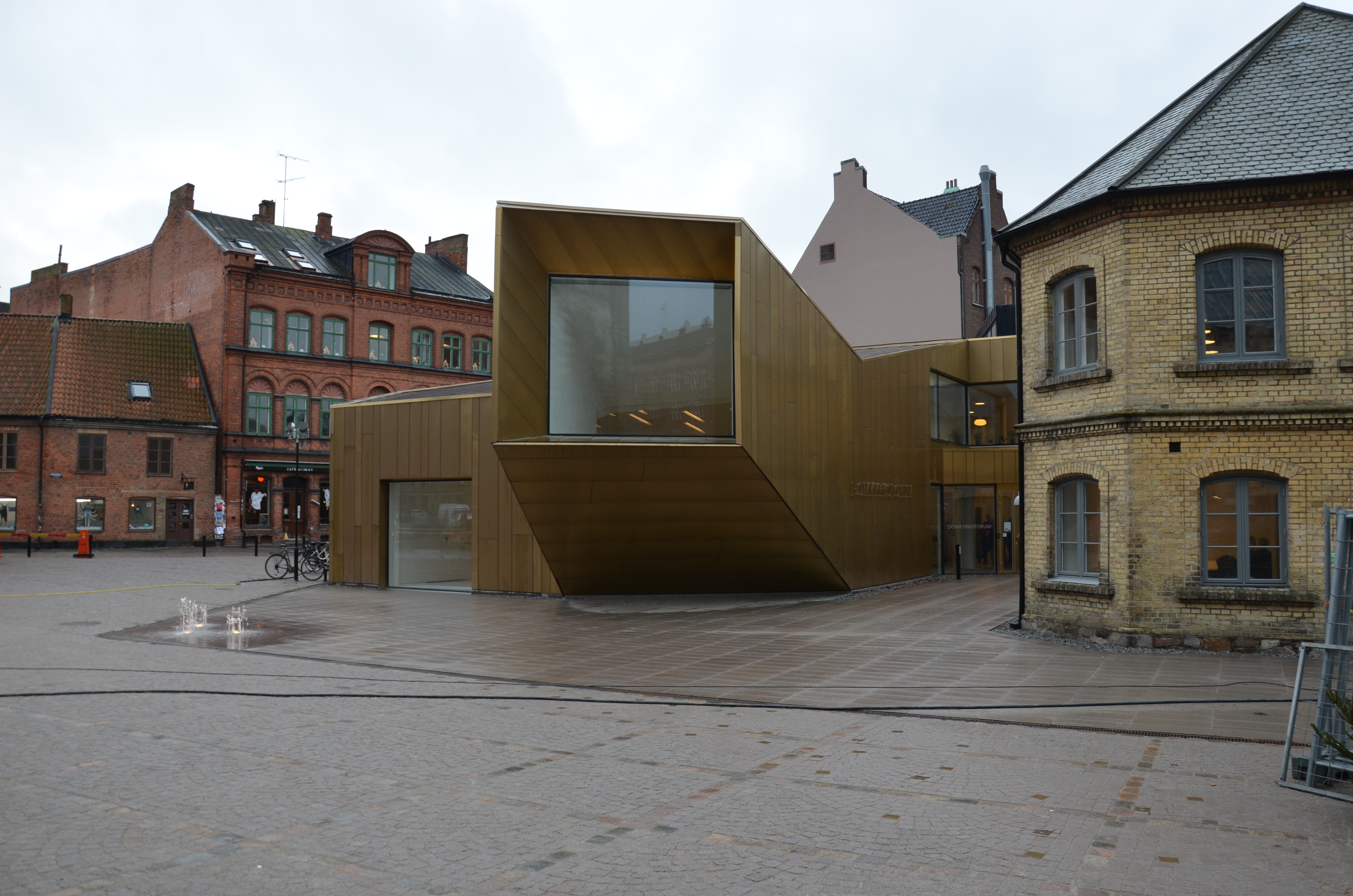
Domkyrkoforum i Lund av Carmen Izquierdo, 2012.

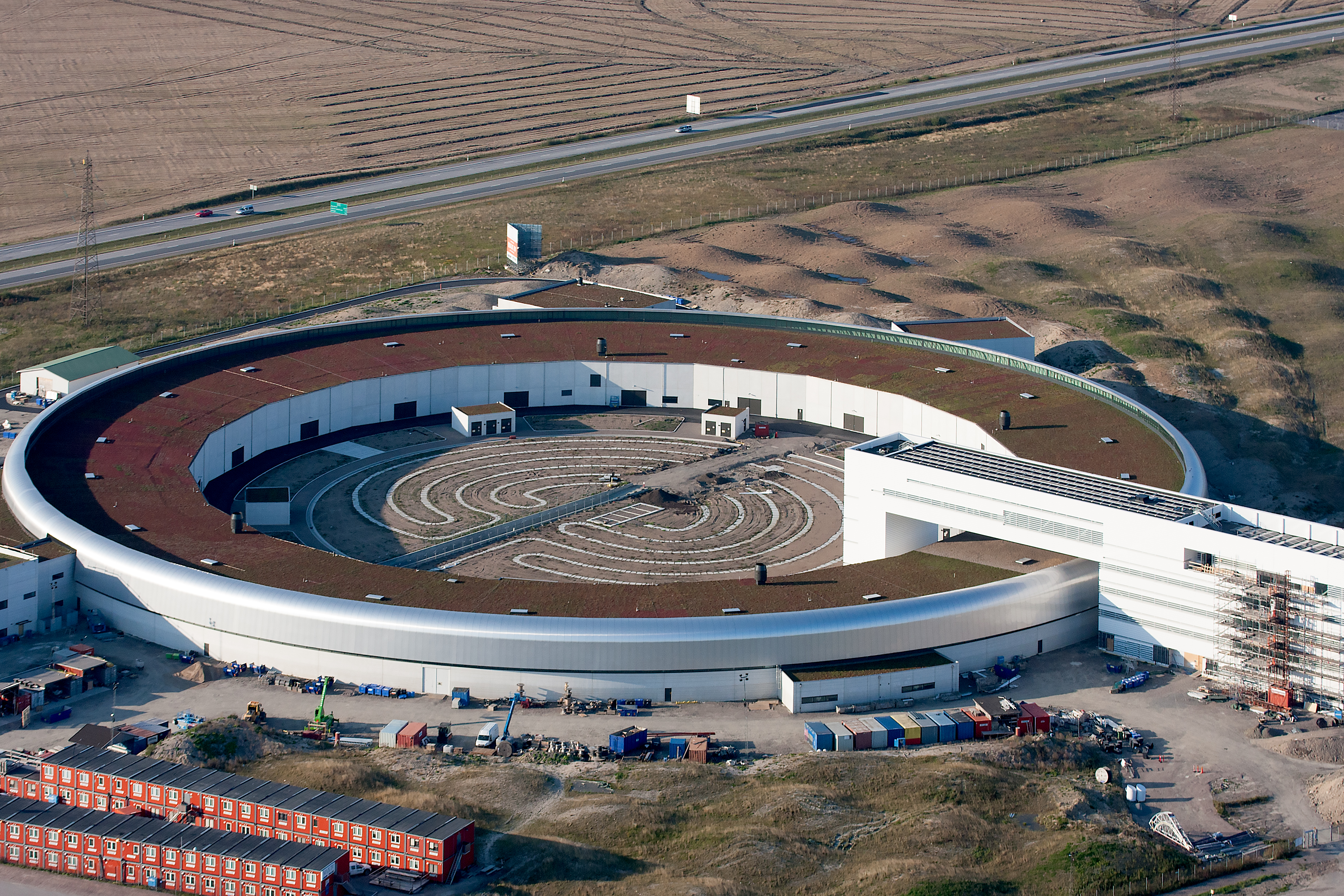
Max IV-laboratoriet i Lund, 2016.

Skånes arkitekturpris är ett arkitekturpris som delas ut av Region Skåne i samarbete med Sveriges Arkitekter för arkitekturverk i Skåne län.
Prissumman består av två prisbasbelopp. Prisbasbeloppet för 2024 var 57 300 kronor. Prissumman kan tilldelas en eller flera pristagare, vars bebyggelsemiljöer eller andra anlagda miljöer tagit tillvara på platsens värden och tillfört arkitektoniska kvaliteter.

## Prismottagare[2]
- 2001 – Ulvåsa Park, bostadsområde i Eslöv, ritat av Sven Gustafsson, White arkitekter i Malmö
- 2002 – Tre Gudor, bostadsområde i Viken, ritat av Thomas Arnfred, Tegnestuen Vandkunsten i Köpenhamn
- 2003 – Personalbyggnad vid Filborna återvinningsanläggning i Helsingborg, ritad av Per Lewis-Jonsson och Jonas P Berglund på Sweco FFNS arkitekter
- 2004 – Centralplan i Malmö, ritad av Claes R Jansson och Ann Sofi Högberg
- 2005 – Sundstorget i Helsingborg, ritad av Sonny Mattson på Sven Ingvar Andersson och Michelsen arlkitekter
- 2006 – Fröslövs backar utanför Löderup, bostadshus, ritat av John Pawsson i London
- 2007 – Stapelbäddsparken i Malmö, ritad av Stefan Hauser i Oregon i USA
- 2008 – Inget pris utdelat
- 2009 – Falsterbo Strandbad "Hägring", ritat av Fredrik Kjellgren och Joakim Kaminsky
- 2010 – Bennets Bazaar, "bokal" i Rosengård i Malmö, ritad av Jaenecke Arkitekter
- 2010 – Townhouse i Landskrona, ritat av Elding Oscarson Arkitekter
- 2011 – Refugium på Kivik Art Centre, ritat av Petra Gipp
- 2012 – Domkyrkoforum i Lund, ritat av Carmen Izquierdo
- 2013 – Kvarteret Rosmarinen i Maria Park i Helsingborg, ritat av Anders Lundin , Abbas Chahrour och Juha Huhtilainen
- 2014 – Råå förskola, ritad av Dorte Mandrup på Dorte Mandrup arkitekter
- 2015 – Urbana Hängsel, World Maritime University i Malmö, ritat av Kim Utzon arkitekter och Terroir
- 2016 – Max IV-laboratoriet i Lund, ritat av Fojab arkitekter och Snøhetta
- 2017 – Tullhusstranden i Simrishamn, ritat av Sydväst arkitektur och landskap
- 2018 – HamnOasen i Landskrona
- 2019 – Brf. Shiitake i Malmö
- 2020 – Inget pris utdelat
- 2021 – Inget pris utdelat
- 2022 – Stora torg i Eslöv
- 2023 – Lund Hage
- 2024 – Kvarteret Sockergränden i Borstahusen i Landskrona av Jakobsson/Pusterla Arkitekter.[3]